# Bayliss-Thomas

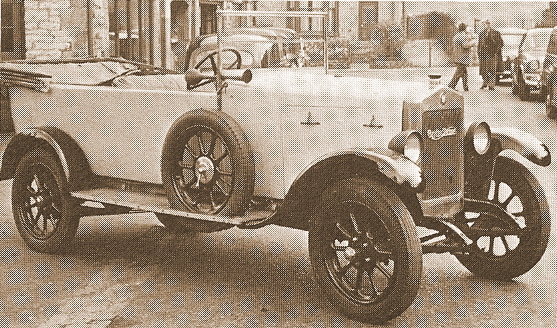
Bayliss-Thomas 10/20 hp (1923)

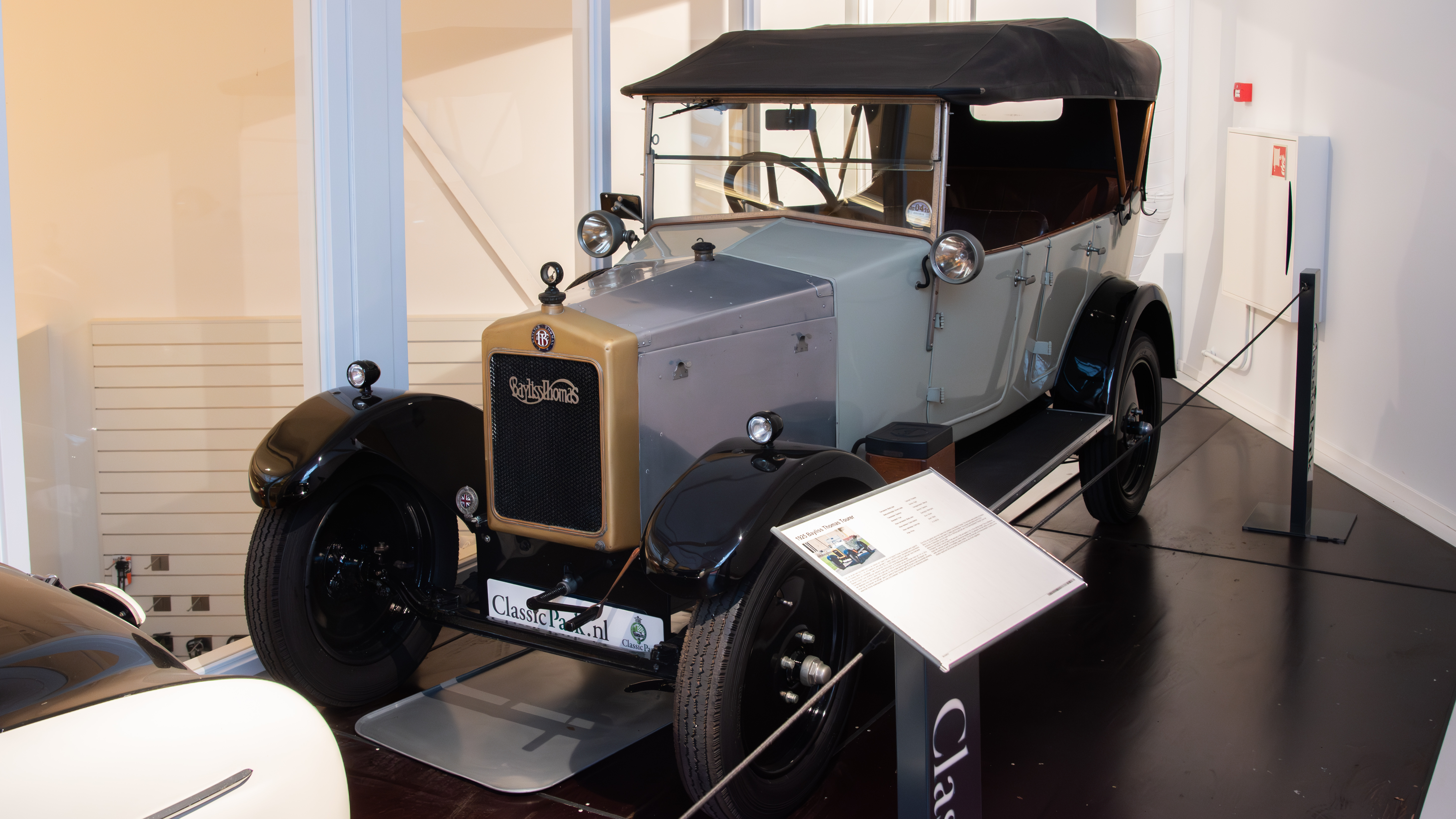
Bayliss-Thomas von 1925

Bayliss-Thomas war eine britische Automobilmarke, die 1922–1929 von der Excelsior Motor Co. Ltd. in Tyseley bei Birmingham hergestellt wurde.
Die sehr konventionellen Wagen besaßen seiten- oder obengesteuerte Vierzylindermotoren. Lediglich das erste Modell 8 hp, das 1922 herauskam, war nur mit einem Zweizylindermotor ausgestattet.
Ab 1930 stellte Excelsior den Automobilbau ein und konzentrierte sich auf die Fertigung von Motorrädern.

## Modelle
| Modell   | Bauzeitraum | Zylinder | Hubraum  | Radstand     |
| -------- | ----------- | -------- | -------- | ------------ |
| 8 hp     | 1922        | 2 Reihe  | 1094 cm³ | 2515 mm      |
| 9/19 hp  | 1923        | 4 Reihe  | 1074 cm³ | 2515 mm      |
| 10/20 hp | 1923        | 4 Reihe  | 1247 cm³ | 2515 mm      |
| 12/22 hp | 1923        | 4 Reihe  | 1498 cm³ | 2591 mm      |
| 12/27 hp | 1925        | 4 Reihe  | 1496 cm³ | 2743 mm      |
| 13/30 hp | 1925        | 4 Reihe  | 1795 cm³ | 2896 mm      |
| 8 Sp     | 1926        | 4 Reihe  | 1250 cm³ | 2514–2743 mm |

## Quelle
- David Culshaw & Peter Horrobin: The Complete Catalogue of British Cars 1895–1975. Veloce Publishing plc. Dorchester (1999).  ISBN 1-874105-93-6